# Клише
Клишето (от френски: cliché) в книгопечатането представлява гравюра на изображение или текст върху метал или дърво, която служи за многократно отпечатване.
В преносен смисъл, в който по-често се среща думата „клише“, тя означава широко разпространен и оттам шаблонен, банализиран израз, изтъркана фраза, лишена от самобитност. Думата може да се отнася не само за изразни средства, но и за различни стереотипни ситуации, персонажи и цели сюжети, чиято честа употреба е лишила от оригиналност. Тъй като оригиналността и честотата на употреба варират във времето и пространството, това дали даден израз е клише или не зависи в голяма степен от това кой дава тази оценка и от това кой и в какъв контекст е използвал израза.